# Stanwood (Waszyngton)
Stanwood – miasto w Stanach Zjednoczonych, w stanie Waszyngton, w hrabstwie Snohomish.